# Harald Nickel
Pour les articles homonymes, voir Nickel (homonymie).
Harald Nickel est un footballeur allemand né le 21 juillet 1953 à Espelkamp, en Rhénanie-du-Nord-Westphalie et mort le 4 août 2019. Il était attaquant.

## Biographie

### En club
Harald Nickel commence le football au FC Lübbecke, en 1971 à 18 ans il s'engage avec Arminia Bielefeld où il débute chez les moins de 19 ans, il jouera 5 matchs avec l'équipe première en Bundesliga, son premier match le 25 septembre 1971 en entrant en jeu à la 78e minute lors de la victoire à domicile contre Hanovre 96. En fin de saison à cause du scandale des matchs truqués en Bundesliga, le club est relégué. Harald part tenter sa chance en Belgique, il parle couramment le français et le flamand.
En Belgique, il étudie à l'école européenne et suit une formation en électrochimie. De 1972 à 1978, il joue pour plusieurs clubs belges et sera meilleur buteur du championnat en 1977-1978 lorsqu'il joue avec le Standard de Liège.
Il connaîtra sa meilleure période avec le Borussia Mönchengladbach en remplacement du buteur danois Allan Simonsen transféré au FC Barcelone. Nickel s'était illustré auparavant à l'Eintracht Brunswick en marquant 16 buts. Avec Mönchengladbach il sera finaliste de la Coupe UEFA 1979-1980 et meilleur buteur de cette compétition en compagnie de Dieter Hoeness, avec sept buts marqués. Son but contre l'Inter Milan, en reprenant dos au but un dégagement de son gardien puis en se retournant il marque de 40 mètres, est élu but du mois de novembre puis but de l'année en Allemagne.
Harald Nickel meurt le 4 août 2019 d'un cancer.

### En équipe nationale
Il honore sa première sélection internationale le 21 novembre 1979 contre l'URSS, il ne jouera que trois matchs avec la Mannschaft et ne marquera aucun but.

## Distinctions personnelles
- Meilleur buteur du championnat de Belgique du football de deuxième division en 1975 (20 buts)
- Meilleur buteur du championnat de Belgique du football en 1978 (22 buts)
- But de l'année en Allemagne en 1979